# Herrschaft Calice
Die Herrschaft Calice war eine Herrschaft mit Sitz in Calice, heute eine Gemeinde in der italienischen Region Ligurien. Sie gehörte den Fürsten Doria. Im Jahr 1714 wurde das Lehen vom Reich eingezogen und an die Familie Malaspina verkauft.